# Topología de red

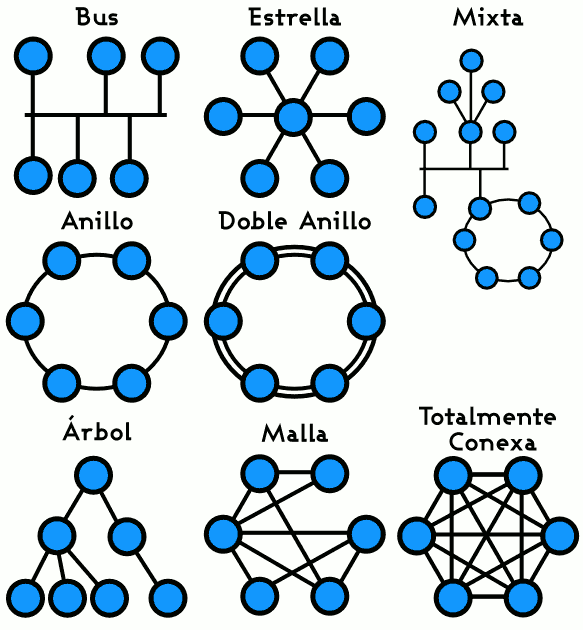
Topologías de redes

La topología de red se define como un mapa físico o lógico de una red para intercambiar datos. En otras palabras, es la forma en que está diseñada la red, sea en el plano físico o lógico. El concepto de red puede definirse como «conjunto de nodos interconectados». Lo que un nodo es concretamente depende del tipo de red en cuestión.
La topología lógica la determina únicamente la configuración de las conexiones entre nodos. La distancia entre los nodos y las interconexiones físicas que pertenecen a la topología física de la red.

## Topologías
Existen dos tipos de topologías de red: las físicas y las lógicas.
La disposición del medio de transmisión usada para conectar los dispositivos es la topología física de la red, junto con la ubicación de los nodos y las conexiones entre los dispositivos y el cableado.
La topología lógica es la forma en la que los datos pasan por la red, y no tiene en cuenta las conexiones físicas de los dispositivos, viéndolos únicamente como nodos.

## Clasificación

Topologías de redes

Los estudios de topología de red reconocen ocho tipos básicos de topologías:
- Punto a punto (point to point, PtP)
- En bus (“conductor común” o bus) o lineal (line)
- En estrella (star)
- En anillo (ring) o circular
- En malla (mesh)
- En árbol (tree) o jerárquica
- Topología híbrida, combinada o mixta, por ej. circular de estrella, bus de estrella
- Cadena margarita (daisy chain)

### Punto a punto
La topología más sencilla es un enlace permanente entre dos puntos finales conocida como punto a punto (PtP). La topología punto a punto conmutada es la pasarela básica de la telefonía convencional. El valor de una red permanente de PtP es la comunicación sin obstáculos entre los dos puntos finales. El valor de una conexión PtP a demanda es proporcional al número de pares posibles de abonados y se ha expresado como la ley de Metcalfe.

### En bus
En una red usando esta topología cada nodo se conecta a un cable central. A este se lo conoce como "bus". Toda la transmisión de datos entre nodos ocurre mediante este canal de comunicación y es recibida por todos los nodos simultáneamente.

### Red en estrella
La topología en estrella reduce la posibilidad de fallo de red conectando todos los nodos a un nodo central. Cuando se aplica a una red basada en la topología estrella este concentrador central reenvía todas las transmisiones recibidas de cualquier nodo periférico a todos los nodos periféricos de la red, algunas veces incluso al nodo que lo envió. Todos los nodos periféricos se pueden comunicar con los demás transmitiendo o recibiendo del nodo central solamente. Un fallo en la línea de conexión de cualquier nodo con el nodo central provocaría el aislamiento de ese nodo respecto a los demás, pero el resto de sistemas permanecería intacto. El tipo de concentrador (hub) se utiliza en esta topología, aunque es muy obsoleto; se suele usar comúnmente un switch.
La desventaja radica en la carga que recae sobre el nodo central. La cantidad de tráfico que deberá soportar es grande y aumentará conforme vayamos agregando más nodos periféricos, lo que la hace poco recomendable para redes de gran tamaño. Además, un fallo en el nodo central puede dejar inoperante a toda la red. Esto último conlleva también una mayor vulnerabilidad de la red, en su conjunto, ante ataques.
Si el nodo central es pasivo, el nodo origen debe ser capaz de tolerar un eco de su transmisión. Una red, en estrella activa, tiene un nodo central activo que normalmente tiene los medios para prevenir problemas relacionados con el eco.

### Red en árbol
Una topología en árbol, también conocida como topología jerárquica, puede ser vista como una colección de redes en estrella ordenadas en una jerarquía. Este árbol tiene nodos periféricos individuales —por ejemplo, hojas— que requieren «transmitir a» y «recibir de» otro nodo solamente y no necesitan actuar como repetidores o regeneradores. Al contrario que en las redes en estrella, la función del nodo central se puede distribuir.
Como en las redes en diagonal convencionales, los nodos individuales pueden quedar aislados de la red por un fallo puntual en la ruta de conexión del nodo. Si falla un enlace que conecta con un nodo hoja, ese nodo hoja queda aislado; si falla un enlace con un nodo que no sea hoja, la sección entera queda aislada del resto.
Para aliviar la cantidad de tráfico que se necesita para retransmitir en su totalidad, a todos los nodos, se desarrollaron nodos centrales más avanzados que permiten mantener un listado de las identidades de los diferentes sistemas conectados a la red. Estos switches de red «aprenderían» cómo es la estructura de la red transmitiendo paquetes de datos a todos los nodos y luego observando de dónde vienen los paquetes también es utilizada como un enchufe o artefacto.